# Гігантовський район
Гігантовський район — адміністративно-територіальна одиниця в складі Північно-Кавказького краю РСФРР, що існував в період з серпня 1930 року — січень 1931 року.
Адміністративний центр району — селище Гігант.

## Історія
У відповідності з постановою Північно-Кавказького крайвиконкому від 7 серпня 1930 року Західно-Кінськозаводчеський район було перейменовано на Гігантовський район з центром у селищі радгоспу Гігант при залізничній станції Трубецька.
На 1931 рік у Гігантовському районі були сільради: Веригинська, Журавлівська, Красноармійська, Лопанська, Травнева, Об'єднання молоканських громад, Степова.
24 січня 1931 року було прийнято постанову Північно-Кавказького крайвиконкому відповідно до якого територія Гігантовського району увійшла до складу Сальського району.